# Gran Premio de las Naciones de Motociclismo de 1955
El Gran Premio de las Naciones de Motociclismo de 1955 fue la octava y última prueba de la temporada 1955 del Campeonato Mundial de Motociclismo. El Gran Premio se disputó el 4 de septiembre de 1955 en el Autodromo Nacional de Monza.

## Resultados 500cc
En la carrera de 500cc, Geoff Duke estaba inicialmente en cabeza y también realizó la vuelta rápida, pero cuando tuvo problemas con su Gilera 500 4C fue adelantado por el piloto de MV Agusta Umberto Massetti y por Reg Armstrong, que terminó su Gilera solo medio segundo por detrás. Duke pudo retener el podio y terminó tan solo un segundo por detrás.
| Pos.    | Piloto                   | Equipo     | Tiempo/Retirado | Puntos |
| ------- | ------------------------ | ---------- | --------------- | ------ |
| 1       | Umberto Masetti          | MV Agusta  | 1h 08' 04" 1    | 8      |
| 2       | Reg Armstrong            | Gilera     | +0" 5           | 6      |
| 3       | Geoff Duke               | Gilera     | +1" 6           | 4      |
| 4       | Giuseppe Colnago         | Gilera     | +35" 1          | 3      |
| 5       | Alfredo Milani           | Gilera     | +1' 50" 5       | 2      |
| 6       | Ernst Riedelbauch        | BMW        | +1 Vuelta       | 1      |
| 7       | Gerold Klinger           | BMW        | +1 Vuelta       |        |
| 8       | William Hall             | Norton     | +3 Vueltas      |        |
| 9       | Enrico Galante           | Norton     | +3 Vueltas      |        |
| 10      | Artemio Cirelli          | Gilera     | +5 Vueltas      |        |
| Ret     | Carlo Bandirola          | MV Agusta  | Ret             |        |
| Ret     | Franco Chinelli          | Gilera     | Ret             |        |
| Ret     | Keith Campbell           | Norton     | Ret             |        |
| Ret     | Tito Forconi             | MV Agusta  | Ret             |        |
| Ret     | Francesco Guglielminetti | Norton     | Ret             |        |
| Ret     | Libero Liberati          | Gilera     | Ret             |        |
| Ret     | Pierre Monneret          | Gilera     | Ret             |        |
| Ret     | Sven Andersson           | Norton     | Ret             |        |
| Ret     | Paolo Campanelli         | Gilera     | Ret             |        |
| Ret     | Jacques Collot           | Norton     | Ret             |        |
| Ret     | Luigi Falconi            | Moto Guzzi | Ret             |        |
| Ret     | Martino Giani            | Gilera     | Ret             |        |
| Ret     | Erich Wünsche            | Norton     | Ret             |        |
| Ret     | Bruno Böhrer             | Horex      | Ret             |        |
| Ret     | Lodovico Facchinelli     | Gilera     | Ret             |        |
| Ret     | Ulf Gate                 | Matchless  | Ret             |        |
| Ret     | Ernst Hiller             | Matchless  | Ret             |        |
| Ret     | Tony McAlpine            | BMW        | Ret             |        |
| Ret     | Richard Thompson         | Matchless  | Ret             |        |
| Fuente: |                          |            |                 |        |

## Resultados 350cc
Como era de esperar, la categoría de 350cc fue otro éxito para LAS Moto Guzzi. Ninguna otra marca había ganado una carrera a estas alturas de la temporada, y esta vez Dickie Dale ganó su primera carrera del año. El campeón del Mundo Bill Lomas quedó en segundo lugar a una décima de segundo de Dale y Ken Kavanagh quedó tercero.
| Pos. | Piloto               | Equipo     | Tiempo/Retirado | Puntos |
| ---- | -------------------- | ---------- | --------------- | ------ |
| 1    | Dickie Dale          | Moto Guzzi | 55' 21" 3       | 8      |
| 2    | Bill Lomas           | Moto Guzzi | +0" 1           | 6      |
| 3    | Ken Kavanagh         | Moto Guzzi | +13" 1          | 4      |
| 4    | Enrico Lorenzetti    | Moto Guzzi | +14" 1          | 3      |
| 5    | August Hobl          | DKW        | +14" 2          | 2      |
| 6    | Roberto Colombo      | Moto Guzzi | +1' 48" 6       | 1      |
| 7    | Helmut Hallmeier     | NSU        | +1 Vuelta       |        |
| 8    | Siegfried Wünsche    | DKW        | +2 Vueltas      |        |
| 9    | Arthur Wheeler       | AJS        |                 |        |
| 10   | Lodovico Facchinelli | AJS        |                 |        |
| 11   | William Hall         | Norton     |                 |        |
| 12   | Oscar Clemencich     | Horex      | +3 Vueltas      |        |
| 13   | Fergus Anderson      | Norton     | +4 Vueltas      |        |
| 14   | August Wick          | AJS        |                 |        |
| Ret  | Keith Campbell       | Norton     | Ret             |        |
| Ret  | Duilio Agostini      | Moto Guzzi | Ret             |        |

## Resultados 250cc
Carlo Ubbiali corrió en la categoría de 250 cc por primera vez, ya que se había concentrado en la categoría de 125 cc, en la que proclamó campeón del mundo. Ganó esta carrera con tan solo tres décimas de segundo por delante de Hans Baltisberger con su NSU Sportmax. Sammy Miller terminó tercero y Hermann Paul Müller cuarto. Por tanto, Müller se proclamó campeón del mundo.
| Pos. | Piloto              | Equipo     | Tiempo/Retirado | Puntos |
| ---- | ------------------- | ---------- | --------------- | ------ |
| 1    | Carlo Ubbiali       | MV Agusta  | 46' 34" 1       | 8      |
| 2    | Hans Baltisberger   | NSU        | +0" 3           | 6      |
| 3    | Sammy Miller        | NSU        | +15" 6          | 4      |
| 4    | Hermann Paul Müller | NSU        | +25" 3          | 3      |
| 5    | Bill Lomas          | MV Agusta  | +28" 6          | 2      |
| 6    | Umberto Masetti     | MV Agusta  | +56" 4          | 1      |
| 7    | Roberto Colombo     | Moto Guzzi | +56" 6          |        |
| 8    | Kurt Knopf          | NSU        | +1 Vuelta       |        |
| 9    | Karl Lottes         | NSU        | +1 Vuelta       |        |
| 10   | Arthur Wheeler      | Moto Guzzi | +1 Vuelta       |        |
| 11   | Günter Beer         | Adler      | +1 Vuelta       |        |
| 12   | Adelmo Mandolini    | Moto Guzzi | +1 Vuelta       |        |
| 13   | Lanfranco Baviera   | Moto Guzzi | +2 Vueltas      |        |
| 14   | Alfredo Flores      | Moto Guzzi | +2 Vueltas      |        |
| 15   | Dino Fagiolini      | Moto Guzzi | +2 Vueltas      |        |
| 16   | René Guerin         | Moto Guzzi | +4 Vueltas      |        |
| Ret  | John Surtees        | NSU        | Ret             |        |
| Ret  | Luigi Taveri        | MV Agusta  | Ret             |        |

## Resultados 125cc
Carlo Ubbiali, que ya era campeón del mundo, también ganó la última carrera de 125cc, sin oposición. Ante la ausencia de Mondial por el accidente de Giuseppe Lattanzi, todos los lugares del podio fueron para MV Agusta (con Remo Venturi segundo y Angelo Copeta, tercero).
| Pos. | Piloto            | Moto       | Tiempo/Retirado | Puntos |
| ---- | ----------------- | ---------- | --------------- | ------ |
| 1    | Carlo Ubbiali     | MV Agusta  | 41' 03" 8       | 8      |
| 2    | Remo Venturi      | MV Agusta  | +27" 1          | 6      |
| 3    | Angelo Copeta     | MV Agusta  | +1' 42" 2       | 4      |
| 4    | August Hobl       | DKW        | +1' 44" 5       | 3      |
| 5    | Siegfried Wünsche | DKW        | +1 Vuelta       | 2      |
| 6    | Paolo Campanelli  | FB Mondial | +1 Vuelta       | 1      |
| 7    | Guido Sala        | MV Agusta  | +1 Vuelta       |        |
| 8    | Karl Lottes       | MV Agusta  | +1 Vuelta       |        |
| 9    | Willi Scheidhauer | MV Agusta  | +2 Vueltas      |        |
| 10   | Florian Camathias | MV Agusta  | +2 Vueltas      |        |
| 11   | Caver Heiss       | MV Agusta  | +2 Vueltas      |        |
| 12   | Roberto Pionava   | MV Agusta  | +2 Vueltas      |        |
| 13   | Bill Webster      | MV Agusta  | +3 Vueltas      |        |
| 14   | Alberto Capocci   | FB Mondial | +3 Vueltas      |        |
| 15   | Mario Carini      | FB Mondial | +3 Vueltas      |        |